# Morgan Rogers
Morgan Elliot Rogers (Halesowen, 26 luglio 2002) è un calciatore inglese, attaccante dell'Aston Villa, della nazionale Under-21 inglese e della nazionale inglese.

## Carriera

### Club
Rogers è cresciuto nel settore giovanile del West Bromwich con cui ha debuttato in prima squadra il 6 febbraio 2019 nell'incontro di FA Cup perso 3-1 contro il Brighton. Il 1º agosto è stato acquistato a titolo definitivo dal Manchester City.
Il 4 gennaio 2021 è stato prestato al Lincoln City in Football League One fino al termine della stagione. Ha debuttato cinque giorni dopo contro il Gillingham ed il 26 gennaio ha realizzato la sua prima rete in carriera contro il Portsmouth.
Il 23 agosto 2021 è stato prestato al Bournemouth, in Championship. Rientrato al City, ha trascorso i primi mesi della stagione nell'Under-23 ed a gennaio è stato prestato al Blackpool.
Il 7 luglio 2023 è stato acquistato a titolo definitivo dal Middlesbrough.
Il 1º febbraio 2024 viene acquistato dall'Aston Villa.

### Nazionale
Ha giocato nelle nazionali giovanili inglesi Under-15, Under-16, Under-17, Under-18 ed Under-20.
L'11 novembre 2024 viene convocato per la prima volta in nazionale maggiore, con cui ha esordito tre giorni dopo nel successo per 0-3 in casa della Grecia in Nations League.

## Statistiche

### Presenze e reti nei club
Statistiche aggiornate al 25 gennaio 2025.
| Stagione           | Squadra            | Campionato         | Campionato | Campionato | Coppe nazionali | Coppe nazionali | Coppe nazionali | Coppe continentali | Coppe continentali | Coppe continentali | Altre coppe | Altre coppe | Altre coppe | Totale | Totale | Totale |
| Stagione           | Squadra            | Comp               | Pres       | Reti       | Comp            | Pres            | Reti            | Comp               | Pres               | Reti               | Comp        | Pres        | Reti        | Pres   | Reti   |        |
| ------------------ | ------------------ | ------------------ | ---------- | ---------- | --------------- | --------------- | --------------- | ------------------ | ------------------ | ------------------ | ----------- | ----------- | ----------- | ------ | ------ | ------ |
| 2018-2019          | West Bromwich      | FLC                | 0          | 0          | FACup+CdL       | 1+0             | 0               |                    | -                  | -                  |             | -           | -           | 1      | 0      |        |
| 2020-2021          | Lincoln City       | FL1                | 28         | 6          | FACup+CdL       | 0               | 0               |                    | -                  | -                  | FLT         | 0           | 0           | 28     | 6      |        |
| 2021-2022          | Bournemouth        | FLC                | 15         | 1          | FACup+CdL       | 1+1             | 0               |                    | -                  | -                  |             | -           | -           | 17     | 1      |        |
| gen.-giu. 2023     | Blackpool          | FLC                | 20         | 1          | FACup+CdL       | 2+0             | 0               |                    | -                  | -                  |             | -           | -           | 22     | 1      |        |
| 2023-gen. 2024     | Middlesbrough      | FLC                | 26         | 2          | FACup+CdL       | 1+6             | 0+5             |                    | -                  | -                  |             | -           | -           | 33     | 7      |        |
| gen.-giu. 2024     | Aston Villa        | PL                 | 11         | 3          | FACup+CdL       | 0+0             | 0+0             | UECL               | 5                  | 0                  | -           | -           | -           | 16     | 3      |        |
| 2024-2025          | Aston Villa        | PL                 | 30         | 8          | FACup+CdL       | 1+0             | 1+0             | UCL                | 9                  | 4                  | -           | -           | -           | 40     | 13     |        |
| Totale Aston Villa | Totale Aston Villa | Totale Aston Villa | 41         | 11         |                 | 1               | 1               |                    | 14                 | 4                  |             | -           | -           | 54     | 16     |        |
| Totale carriera    | Totale carriera    | Totale carriera    | 130        | 21         |                 | 13              | 6               |                    | 14                 | 4                  |             | 0           | 0           | 155    | 31     |        |

### Cronologia presenze e reti in nazionale
| Cronologia completa delle presenze e delle reti in nazionale ― Inghilterra | Cronologia completa delle presenze e delle reti in nazionale ― Inghilterra | Cronologia completa delle presenze e delle reti in nazionale ― Inghilterra | Cronologia completa delle presenze e delle reti in nazionale ― Inghilterra | Cronologia completa delle presenze e delle reti in nazionale ― Inghilterra | Cronologia completa delle presenze e delle reti in nazionale ― Inghilterra | Cronologia completa delle presenze e delle reti in nazionale ― Inghilterra | Cronologia completa delle presenze e delle reti in nazionale ― Inghilterra |
| Data                                                                       | Città                                                                      | In casa                                                                    | Risultato                                                                  | Ospiti                                                                     | Competizione                                                               | Reti                                                                       | Note                                                                       |
| -------------------------------------------------------------------------- | -------------------------------------------------------------------------- | -------------------------------------------------------------------------- | -------------------------------------------------------------------------- | -------------------------------------------------------------------------- | -------------------------------------------------------------------------- | -------------------------------------------------------------------------- | -------------------------------------------------------------------------- |
| 14-11-2024                                                                 | Amarousio                                                                  | Grecia                                                                     | 0 – 3                                                                      | Inghilterra                                                                | UEFA Nations League 2024-2025 - 1º turno                                   | -                                                                          | 66’                                                                        |
| 17-11-2024                                                                 | Londra                                                                     | Inghilterra                                                                | 5 – 0                                                                      | Irlanda                                                                    | UEFA Nations League 2024-2025 - 1º turno                                   | -                                                                          | 75’                                                                        |
| 21-3-2025                                                                  | Londra                                                                     | Inghilterra                                                                | 2 – 0                                                                      | Albania                                                                    | Qual. Mondiali 2026                                                        | -                                                                          | 74’                                                                        |
| 24-3-2025                                                                  | Londra                                                                     | Inghilterra                                                                | 3 – 0                                                                      | Lettonia                                                                   | Qual. Mondiali 2026                                                        | -                                                                          |                                                                            |
| 7-6-2025                                                                   | Cornellà de Llobregat                                                      | Andorra                                                                    | 0 – 1                                                                      | Inghilterra                                                                | Qual. Mondiali 2026                                                        | -                                                                          | 80’                                                                        |
| 10-6-2025                                                                  | West Bridgford                                                             | Inghilterra                                                                | 1 – 3                                                                      | Senegal                                                                    | Amichevole                                                                 | -                                                                          | 58’                                                                        |
| Totale                                                                     |                                                                            | Presenze                                                                   | 6                                                                          |                                                                            | Reti                                                                       | 0                                                                          |                                                                            |

## Palmarès

### Club
- FA Youth Cup: 1

Manchester City: 2019-2020

### Individuale
- Capocannoniere della Football League Cup: 1

2023-2024 (5 reti)